# George Chinezu
George Chinezu (n. 20 aprilie 1885, Sântana de Mureș – d. 10 decembrie 1969, Agârbiciu de Mureș) agricultor, membru al Consiliului Național Român Sântana de Mureș, după 1918  membru în Consiliul de administrație al Cooperativei”Sfanta Maria” din Sântana de Mureș.

## Date biografice
Studii: 4 clase